# Scary Movie 4
Série Scary Movie
Scary Movie 3
(2003) Scary Movie 5
(2013)
Pour plus de détails, voir Fiche technique et Distribution.
Scary Movie 4, ou Film de peur 4 au Québec, est un film de comédie parodique américain, sorti en 2006.

## Synopsis
Cindy Campbell est toujours pleine de bonnes intentions. Elle vient d'être engagée comme aide à domicile auprès d'une vieille dame grabataire qui, grâce à ses soins vigilants, risque d'être enlevée à l'affection des siens beaucoup plus vite que prévu.
Pendant que le spectre d'un enfant nu fait de son mieux pour l'épouvanter à renfort de gribouillis sanguinolents, Cindy découvre que le voisin de sa protégée est du genre liant malgré l'irruption constante de ses enfants.
Puis, des tripodes géants débarquent, deux campeurs sous une tente entonnent un slow de Lionel Richie, des gens ont des problèmes de cervicales, des individus en toge rouge customisée font fuir des villageois.

## Fiche technique
Sauf indication contraire, les informations mentionnées dans cette section peuvent être confirmées par les bases de données cinématographiques IMDb et Allociné,  présentes dans la section « Liens externes ».
- Titre original et français : Scary Movie 4
- Titre québécois : Film de peur 4[1]
- Réalisation : David Zucker
- Scénario : Jim Abrahams, Craig Mazin et Pat Proft, d'après une histoire de Craig Mazin, d'après les personnages créés par Phil Beauman, Jason Friedberg, Buddy Johnson, Aaron Seltzer, Marlon Wayans et Shawn Wayans
- Musique : James L. Venable
  - Musiques additionnelles : Danail Getz, Michael Patti, Jennifer Kes Remington et David G. Russell
  - Montage musical : Matt Friedman, Alex Gibson, Jim Schultz et Erich Stratmann
- Direction artistique : William Heslup et Can Yesilyurt
- Décors : Holger Gross
- Costumes : Carol Ramsey
- Maquillage : L. Taylor Roberts, Rebeccah Delchambre
- Coiffure : Mary Klimek, Sharon Mosley, Sanna Seppanen
- Photographie : Thomas E. Ackerman
- Son : Steve Bartkowicz, Christian P. Minkler, Jon Taylor
- Montage : Craig Herring et Tom Lewis
- Production : Craig Mazin et Robert K. Weiss
  - Production déléguée : Bob Weinstein et Harvey Weinstein
  - Production associée : Phil Dornfeld et Nikolette Orlandou
  - Coproduction : Grace Gilroy
- Sociétés de production : Dimension Films, 415 Project, Brad Grey Pictures et Miramax
- Sociétés de distribution : The Weinstein Company et Dimension Films (États-Unis) ; Alliance Atlantis Motion Picture Distribution (Canada) ; Buena Vista International (France et Suisse)
- Budget : 45 millions de $[2]
- Pays de production :  États-Unis
- Langue originale : anglais, japonais
- Format : couleur (Technicolor) / (DeLuxe) - 35 mm - 1,85:1 (Panavision) - son Dolby Digital / DTS / SDDS
- Genre : comédie parodique
- Durée : 83 minutes ; 89 minutes (version non censurée)
- Dates de sortie[3] :
  - États-Unis, Québec : 14 avril 2006[1] ; sorti en DVD au Québec le 10 avril 2007[1].
  - France, Suisse romande : 21 juin 2006[4],[5] ; sorti en DVD le 19 décembre 2006, en Blu-ray le 21 mars 2007, ainsi qu'en VOD le 22 juillet 2015[4].
  - Belgique : 28 juin 2006[6]
- Classification :
  - États-Unis : accord parental recommandé, film déconseillé aux moins de 13 ans (PG-13 - Parents Strongly Cautioned)[N 1]
  - France : tous publics lors de sa sortie en salles[7] mais déconseillé aux moins de 10 ans à la télévision[8]
  - Belgique : tous publics (Alle Leeftijden)[6]
  - Suisse romande : interdit aux moins de 14 ans[9]
  - Québec : 13 ans et plus (langage vulgaire) (13+ / 13 years and over)[1]

## Distribution
Légende : Version Française = VF[réf. nécessaire] et Version Québécoise = VQ
- Anna Faris (VF : Barbara Villesange ; VQ : Violette Chauveau) : Cindy Campbell
- Regina Hall (VF : Olivia Dalric ; VQ : Johanne Léveillé) : Brenda Meeks
- Leslie Nielsen (VF : Bernard Dhéran ; VQ : Aubert Pallascio) : Le Président Harris
- Anthony Anderson (VF : Serge Faliu ; VQ : Stéphane Rivard) : Mahalik
- Craig Bierko (VF : Jérôme Rebbot ; VQ : Gilbert Lachance) : Tom Ryan
- Kevin Hart (VF : Lucien Jean-Baptiste ; VQ : Martin Watier) : CJ
- Shaquille O'Neal (VF : Bruno Dubernat) : lui-même
- Charlie Sheen (VF : Serge Faliu ; VQ : Daniel Picard) : Tom Logan
- Cloris Leachman : Mme Norris
- Conchita Campbell (VQ : Charlotte Mondoux) : Rachel Ryan
- Beau Mirchoff (VQ : Émile Mailhiot) : Robby Ryan
- Molly Shannon (VF : Danièle Douet) : Marylin Ryan
- Simon Rex (VF : Fabrice Josso) : George Logan
- Chris Elliott (VQ : Jacques Lavallée) : Ezekiel
- Drew Mikuska : Cody Campbell
- Carmen Electra (VF : Clotilde Morgiève) : Holly
- Debra Wilson (VF : Katie Amaizo) : Oprah
- Michael Madsen (VF : Michel Vigné ; VQ : Guy Nadon) : Oliver
- Bill Pullman (VF : Hervé Furic ; VQ : Sébastien Dhavernas) : Henry Hale
- Michael McDonald : la boxeuse Tiffany Stone
- Phil McGraw (VQ: Hubert Gagnon): lui-même
- Champagne Powell : Don King
- Chingy : lui-même
- Lil Jon : lui-même
- Fabolous : lui-même
- YoungBloodZ : eux-mêmes
- Edward Moss : Michael Jackson
- Henry Mah (VF : Guy Chapellier) : M. Koji
- James Earl Jones (VF : Jean-Jacques Moreau) : le narrateur
- Craig Mazin (VF : Daniel Gall; VQ : Stéphane Rivard ) : voix de Jigsaw
- Crystal Lowe : la fille no 1 de Chingy
- Christie Laing : la fille no 2 de Chingy
- Holly Madison : une blonde dans le lit
- Bridget Marquardt : une blonde dans le lit
- Kendra Wilkinson : une blonde dans le lit
- David Zucker : Voix de Zoltar

## Personnages
- Cindy Campbell : désormais veuve de George, Cindy commence à sérieusement déprimer sur sa vie amoureuse. Elle choisit de s'occuper de Mme Norris (qui devient d’ailleurs son travail), une vieille dame paralysée. Elle retrouvera Brenda Meeks, une vieille amie considérée décédée, qu'elle n'avait pas vue depuis l'épisode précédent (3 ans dans le film). Elle tombera amoureuse de Tom Ryan, son voisin.
- Brenda Meeks : considérée décédée depuis trois ans (Scary Movie 3), Brenda a mystérieusement survécu à sa propre mort. Elle est désormais journaliste et est devenue plus courageuse que dans les épisodes précédents, et aidera Cindy dans sa quête.
- Tom Ryan : le voisin de Cindy, il est un père divorcé qui sait à peine qui sont ses enfants. Par une coïncidence totalement spectaculaire il connait lui aussi Mahalik. Il tombera amoureux de Cindy.
- Mahalik : de retour dans ce nouveau volet Mahalik semble s'être vite remis des événements de Scary Movie 3. On découvre dans le film que Mahalik est homosexuel et tombe amoureux de CJ
- Président Harris : n'ayant pas du tout changé en 3 ans, le président Harris reste toujours aussi incompétent et ne sera d'aucune aide dans le film. Il tombe amoureux d'un canard.
- CJ : toujours préoccupé à se battre avec Mahalik sur des sujets où il est tout le temps perdant, CJ tombe amoureux de Mahalik dans le film.
- Tom Logan : il n'y a plus grand chose à dire de lui, Tom étant mort au début du film. Il chute du balcon de son immeuble et meurt, le pénis hyper développé des suites d'une overdose de viagra, tout en écrasant son malheureux chat juste en dessous de lui. Cindy est la dernière personne à lui avoir parlé.
- George Logan : George apparaît dans un flash-back, Cindy dévoilera cette tragédie à Tom.
- Cody Campbell : Cody a 11 ans dans le quatrième volet et apparaît seulement en photo, non pas parce ce qu'il est mort (à la fin de Scary Movie 3, Cody se fait renverser par une voiture mais survit), mais Cindy dit à Tom l'avoir envoyé dans une école militaire spéciale. Cindy lui montre même quelques photos de lui dans cette école, armé d'une mitraillette et en train de se raser avec une baïonnette.

## Sortie et accueil

### Box-office
Lors de son premier week-end, le film a rapporté un total de 40,2 millions de dollars,  le troisième meilleur week-end d'ouverture de la franchise Scary Movie . Il a le meilleur week-end d'ouverture du week-end de Pâques de tous les temps, battant Panic Room qui a rapporté 30,1 millions de dollars lors de son premier week-end et également le deuxième meilleur week-end d'ouverture du mois d'avril, à seulement 2 millions de dollars du record d' Anger Management . Au 18 octobre 2006, le film a rapporté un total de 90 710 620 $ au box-office américain et 178 262 620 $ dans le monde.
- France : 845 162 entrées
- États-Unis : 90 710 620 $
- Total mondial : 178 262 620 $

### Accueil critique
Le site de compilation de critiques Rotten Tomatoes rapporte que 34 % des 126 critiques ont donné au film une note positive, avec une note moyenne de 4,60/10. Le consensus du site indique : « Il inspirera certainement quelques rires, mais pas assez pour compenser le matériel recyclé de ses prédécesseurs. »  Sur Metacritic , le film a une moyenne de 40 sur 100, basée sur 23 critiques, indiquant des « critiques mitigées ou moyennes ».  Les publics interrogés par CinemaScore ont donné au film une note « C+ » sur une échelle de A+ à F.
Stephen Hunter du Washington Post a déclaré que même si « Scary Movie 4 ne vous amène jamais à la mort par le rire […] il est suffisamment drôle pour faire tourner les aiguilles de votre montre beaucoup plus rapidement que vous ne pouvez le croire. »  Nathan Lee du New York Times a décrit le film comme étant « organisé sur le principe de la parodie, et non de l'intrigue, [...] c'est un exercice de postmodernisme de bas étage, un engin de cinéma-film plus fou que le rêve fiévreux le plus tordu de Charlie Kaufman. C'est intelligemment stupide. »

## Récompenses cinématographiques
Source : Internet Movie Database et Allociné

### Nominations
2006
- Fangoria Chainsaw Awards : meilleure héroïne (Poussin avec qui tu ne veux pas jouer) pour Anna Faris
- Teen Choice Awards : meilleur film de comédie
- The Stinkers Bad Movie Awards : pire suite

2009
- Festival du Cinéma Américain de Deauville : nuits américaines - "ZAZ"

### Distinction
- 27e cérémonie des Razzie Awards : pire second rôle féminin pour Carmen Electra dans Scary Movie 4 et Sexy Movie.

## Éléments parodiés
Comme ses prédécesseurs, le film parodie la culture populaire avec des clins d’œil.
- Saw et Saw 2 : Shaquille O'Neal et Dr. Phil : au début, quand Shaquille O'Neal et Dr Phil sont enchaînés au mur dans une salle de bain, et pour Saw 2, quand Cindy doit enlever la clé qui est derrière son œil tout comme le personnage de Michael au début de Saw 2. Les deux personnes au début du film respirent un gaz toxique pour l'être humain et ils doivent trouver un antidote.
- La Guerre des Mondes : le personnage de Tom Ryan est la parodie de Tom Cruise, l'histoire du personnage et de sa famille est la même de même que les tripodes géants extraterrestres et des scènes similaires.
- The Grudge : le fantôme du petit garçon, la scène sous la douche avec la main, le gamin qui descend les escaliers à la manière de Kayako. C'est l'une des parodies principales du film. De plus, Bill Pullman apparaît dans la distribution.
- Le Secret de Brokeback Mountain : la scène sous la tente avec CJ et Mahalik.
- Le Territoire des morts : lorsque CJ et Mahalik sortent des égouts et voient des morts-vivants.
- Le Village : quand Cindy et Brenda arrivent dans un village où il se produit des événements similaires.
- Million Dollar Baby : scène du match de boxe avec Cindy et George (son mari et entraîneur) et la boxeuse qui est Mike Tyson mais travesti. Le ressort dramatique du film est référencé ainsi que les morsures à l'oreille par Mike Tyson durant un combat contre Holyfield.
- King Kong : l'affiche du film où l'on voit King Kong fumer un cigare.
- L'interview remarquée de Tom Cruise par Oprah Winfrey.
- Shaun of the Dead : quand Mahalik frappe sa grand-mère et la jette dans les égouts.
- The Eye : quand Cindy reçoit une balle de baseball en pleine figure, elle tombe à la renverse et s'écrie : « Mes yeux, mes yeux ! », croyant qu'elle est devenue aveugle.
- Magnolia : dernière scène du show à la fin du film : l'interview de Frank TJ
- L'Arme fatale 2 : lors de la scène de tentative de synchronisation pour ouvrir la voiture.
- Urban Legend 3 : Bloody Mary : Lorsque les trois filles, au début du film, s'amusent à faire une bataille d'oreillers.
- Scooby-Doo : La scène où les villageois enlèvent les masques des "monstres" qui s'avèrent être en réalité "la vieille Anderson" et "Joe tête-de-cochon".

Un événement réel est détourné : le moment où George W. Bush apprend les attentats du 11 septembre 2001 à l'Emma E. Booker Elementary School et sa réaction mutique pour ne pas paniquer la classe.